# 潘卡列里
潘卡列里（義大利語：Pancalieri），是意大利都灵省的一个市镇。总面积15.97平方公里，人口1986人，人口密度124.4人/平方公里（2009年）。ISTAT代码为001178。

## 友好城市
- 阿根廷Ataliva（西班牙语：Ataliva） 2003年